# Russell Branyan
Russell Oles Branyan (né le 19 décembre 1975 à Warner Robins, Géorgie, États-Unis) est un joueur de premier but, de troisième but et de champ extérieur qui évolue dans la Ligue majeure de baseball de 1998 à 2011. 

## Carrière
Après des études secondaires à la Stratford Academy de Macon (Géorgie), Russell Branyan est drafté le 2 juin 1994 par les Indians de Cleveland au septième tour de sélection. Il débute en Ligue majeure le 26 septembre 1998.
Branyan quitte les Indians le 7 juin 2002 à la suite d'un échange avec les Reds de Cincinnati contre Ben Broussard. Agent libre après la saison 2003, il enchaine contrats courts et échanges pour porter les couleurs de six franchises en six ans : Brewers de Milwaukee (2004–2005 et 2008), Devil Rays de Tampa Bay (2006), Padres de San Diego (2006–2007), Phillies de Philadelphie (2007), Cardinals de Saint-Louis (2007) et Mariners de Seattle (2009).
Branyan rejoint les Indians de Cleveland le 24 février 2010. Il est transféré à l'une de ses anciennes équipes, les Mariners, le 26 juin, en retour de deux joueurs des ligues mineures, le joueur de champ extérieur Ezequiel Carrera et l'arrêt-court Juan Díaz. À l'automne, il refuse une offre de Seattle, qui lui propose un contrat d'un an, pour devenir plutôt joueur autonome.
Le 16 février 2011, il rejoint les Diamondbacks de l'Arizona, avec qui il signe un contrat des ligues mineures. Auteur d'une faible moyenne au bâton de, 210 après 31 parties, il est libéré par les D-Backs le 21 mai. Le 26 mai 2011, il signe avec les Angels de Los Angeles d'Anaheim. Ajoutant 37 parties aux 31 déjà jouées en 2011 pour Arizona, il termine l'année avec 68 matchs joués et une faible moyenne au bâton de, 197 avec 5 circuits et 14 points produits.
Le 8 février 2012, Branyan signe un contrat des ligues mineures avec les Yankees de New York. Mais sa carrière est à toutes fins pratiques terminée : il ne joue qu'en ligues mineures dans l'organisation des Yankees en 2012, puis dispute 4 parties avec un club-école des Indians de Cleveland en 2014, entre des séjours en Ligue mexicaine du Pacifique.

## Vie personnelle
Le 31 janvier 2008, Branyan, 32 ans, est arrêté à Pepper Pike en Ohio pour avoir présumément commis des voies de fait sur son épouse Jill, 31 ans. Il plaide non coupable à des accusations de violence conjugale. Les accusations sont abandonnées après que Brayan eut enregistré un plaidoyer de non contestation et suivi un programme de déjudiciarisation. 
Le 31 octobre 2015, Branyan est arrêté pour entrée par effraction au domicile de son épouse Jill, dont il vit séparé, dans le Tennessee. Branyan est accusé d'avoir pénétré dans la résidence durant la nuit pour en ressortir avec certains objets et après avoir fermé les thermostats pour rendre la température ambiante la plus froide possible,.

## Statistiques

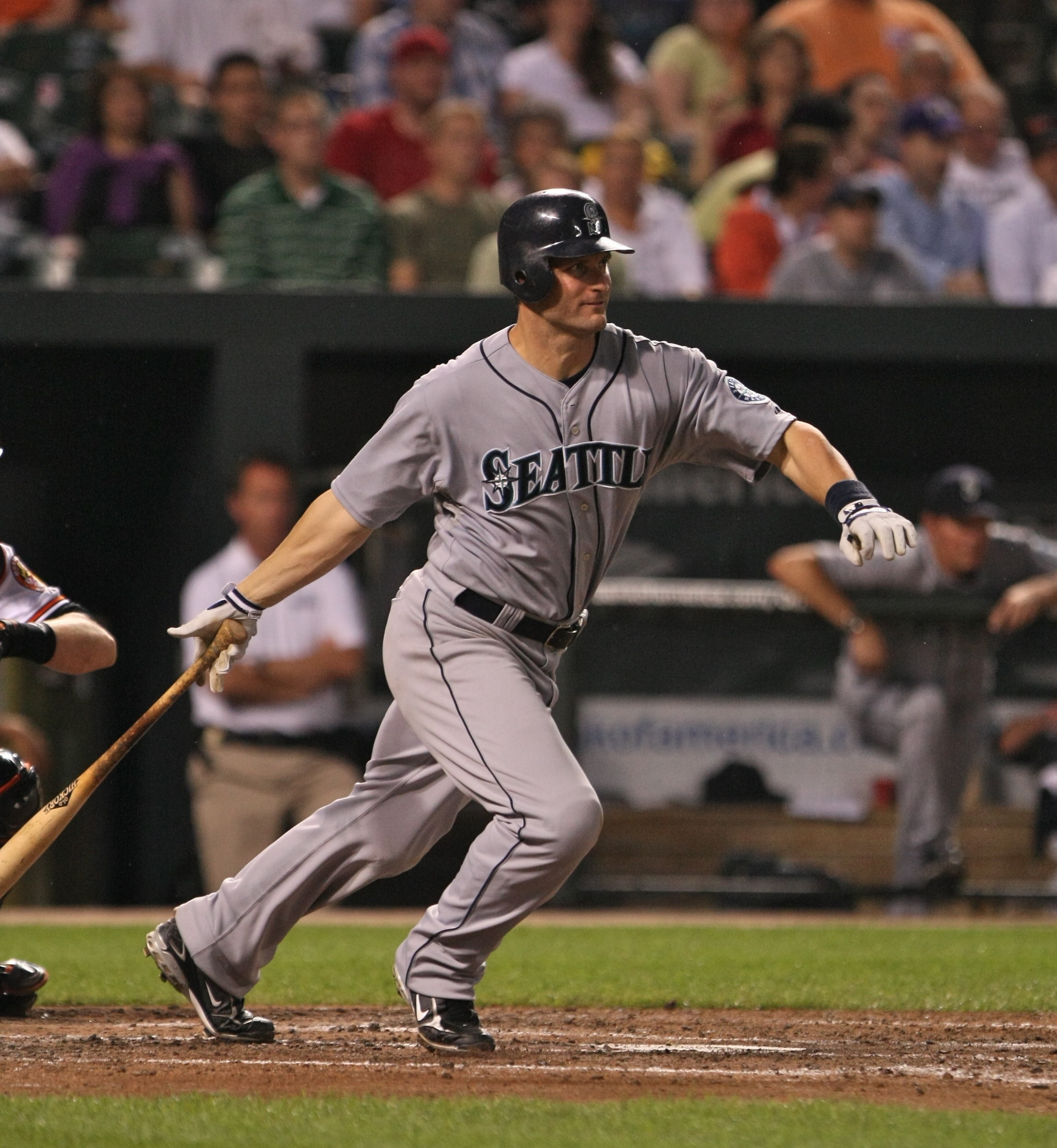
Russel Branyan au bâton pour les Mariners de Seattle en 2009.

| Saison | Équipe       | G   | AB   | R   | H   | 2B  | 3B | HR  | RBI | SB | BA    |
| ------ | ------------ | --- | ---- | --- | --- | --- | -- | --- | --- | -- | ----- |
| 1998   | Cleveland    | 1   | 4    | 0   | 0   | 0   | 0  | 0   | 0   | 0  | 0,000 |
| 1999   | Cleveland    | 11  | 38   | 4   | 8   | 2   | 0  | 1   | 6   | 0  | 0,211 |
| 2000   | Cleveland    | 67  | 193  | 32  | 46  | 7   | 2  | 16  | 38  | 0  | 0,238 |
| 2001   | Cleveland    | 113 | 315  | 48  | 73  | 16  | 2  | 20  | 54  | 1  | 0,232 |
| 2002   | Cleveland    | 50  | 161  | 16  | 33  | 4   | 0  | 8   | 17  | 1  | 0,205 |
| 2002   | Cincinnati   | 84  | 217  | 34  | 53  | 9   | 1  | 16  | 39  | 3  | 0,244 |
| 2003   | Cincinnati   | 74  | 176  | 22  | 38  | 12  | 0  | 9   | 26  | 0  | 0,216 |
| 2004   | Milwaukee    | 51  | 158  | 21  | 37  | 11  | 1  | 11  | 27  | 1  | 0,234 |
| 2005   | Milwaukee    | 85  | 202  | 23  | 52  | 11  | 0  | 12  | 31  | 1  | 0,257 |
| 2006   | Tampa Bay    | 64  | 169  | 23  | 34  | 10  | 0  | 12  | 27  | 2  | 0,201 |
| 2006   | San Diego    | 27  | 72   | 14  | 21  | 1   | 0  | 6   | 9   | 0  | 0,292 |
| 2007   | San Diego    | 61  | 122  | 16  | 24  | 5   | 1  | 7   | 19  | 1  | 0,197 |
| 2007   | Philadelphie | 7   | 9    | 2   | 2   | 0   | 0  | 2   | 5   | 0  | 0,222 |
| 2007   | Saint-Louis  | 21  | 32   | 4   | 6   | 0   | 0  | 1   | 2   | 0  | 0,188 |
| 2008   | Milwaukee    | 50  | 132  | 24  | 33  | 8   | 0  | 12  | 20  | 1  | 0,250 |
| 2009   | Seattle      | 116 | 431  | 64  | 108 | 21  | 1  | 31  | 76  | 2  | 0,251 |
| 2010   | Cleveland    | 52  | 171  | 24  | 45  | 9   | 0  | 10  | 24  | 0  | 0,263 |
| 2010   | Seattle      | 57  | 205  | 23  | 44  | 10  | 0  | 15  | 33  | 1  | 0,215 |
| Totaux | Totaux       | 991 | 2807 | 394 | 657 | 136 | 8  | 189 | 453 | 14 | 0,234 |

| Saison | Équipe    | G | AB | R | H | 2B | 3B | HR | RBI | SB | BA    |
| ------ | --------- | - | -- | - | - | -- | -- | -- | --- | -- | ----- |
| 2001   | Cleveland | 2 | 3  | 1 | 1 | 0  | 0  | 0  | 0   | 0  | 0,333 |
| 2006   | San Diego | 4 | 13 | 1 | 3 | 1  | 1  | 0  | 3   | 0  | 0,231 |
| Totaux | Totaux    | 6 | 16 | 2 | 4 | 1  | 1  | 0  | 3   | 0  | 0,250 |

Note : G = Matches joués ; AB = Passages au bâton; R = Points ; H = Coups sûrs ; 2B = Doubles ; 3B = Triples ; 
HR = Coup de circuit ; RBI = Points produits ; SB = Buts volés ; BA = Moyenne au bâton.